# El Buste
El Buste è un comune spagnolo di 104 abitanti situato nella comunità autonoma dell'Aragona.